# 亞當·金辛格
亞當·金辛格（英語：Adam Kinzinger；1978年2月27日—）是一位共和黨籍美國眾議院議員，自伊利諾伊州第16選區選出。他曾經是一位美國空軍軍人。他在2011年首次當選美國眾議院議員。2021年10月29日，金辛格宣布他不會在2022年競選國會議員。